# ActiveX
ActiveX és un marc de programari obsolet creat per Microsoft que adapta les seves tecnologies anteriors de Component Object Model (COM) i Object Linking and Embedding (OLE) per al contingut descarregat d'una xarxa, especialment de la World Wide Web. Microsoft va introduir ActiveX l'any 1996. En principi, ActiveX no depèn dels sistemes operatius Microsoft Windows, però a la pràctica, la majoria dels controls ActiveX només s'executen a Windows. La majoria també requereix que el client s'executi en un ordinador basat en x86 perquè els controls ActiveX contenen codi compilat.
ActiveX encara és compatible des de Windows 10 mitjançant Internet Explorer 11, mentre que ActiveX no és compatible amb el seu navegador web predeterminat Microsoft Edge (que té un sistema d'extensió diferent i incompatible, ja que es basa en el projecte Chromium de Google).
Moltes aplicacions Microsoft Windows - incloent moltes del propi Microsoft com ara Internet Explorer, Microsoft Office, Microsoft Visual Studio, i Windows Media Player - fan servir controls ActiveX per proveir els seus jocs de funcionalitats i també encapsular la seva pròpia funcionalitat com controls ActiveX que així poden ser encastats en altres aplicacions. Internet Explorer també permet encastar els seus propis controls ActiveX en pàgines web.

## Història
ActiveX va ser presentat el 1996 per Microsoft com una evolució de les seves tecnologies Component Object Model i Object Linking and Embedding i s'usa generalment en el seu sistema operatiu Windows, encara que la tecnologia com a tal no està lligada a aquest.
A partir d'Internet Explorer 3.0 (1996), Microsoft va afegir suport per allotjar controls ActiveX dins del contingut HTML. Si el navegador trobava una pàgina que especificava un control ActiveX mitjançant una etiqueta OBJECT (l'etiqueta OBJECT es va afegir a l'especificació HTML 3.2 per Charlie Kindel, el representant de Microsoft al W3C en aquell moment), es baixaria i instal·laria automàticament el control amb poc o cap intervenció de l'usuari. Això va fer que el web "més ric", però va provocar objeccions (ja que aquests controls, a la pràctica, només funcionaven a Windows i es requerien controls separats per a cada plataforma compatible: un per a Windows 3.1/Windows NT 3.51, un per a Windows NT/95 i un per a Macintosh F68K/PowerPC.) i riscos de seguretat (especialment tenint en compte la manca d'intervenció de l'usuari). Posteriorment, Microsoft va introduir mesures de seguretat per fer més segura la navegació, inclòs ActiveX.